# 환보하이 경제권

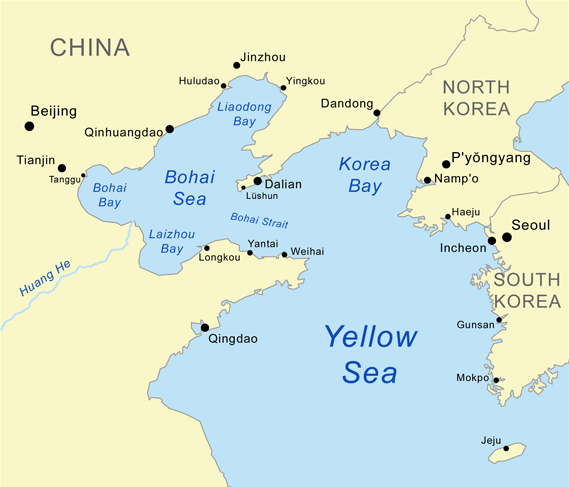
보하이만과 주변 도시

환보하이 경제권(중국어: 环渤海经济圈) 또는 환보하이만 경제권 또는 환보하이만 지구는 베이징시, 톈진시, 허베이성 스자좡시 주위를 둘러 싼 경제권을 말한다. 환보하이만 경제권에는 보하이해를 둘러싼 허베이성, 랴오닝성 그리고 산둥성까지 포함한다.

## 경제
환보하이 경제권은 전통적으로 중공업과 제조업과 관련된 산업 중심이다. 톈진은 항공과 물류, 선박의 중심지이며, 베이징은 석유화학과 교육, R&D 산업의 중심지이다. 따라서 이 경제권 내에서는 자동차, 전기전가, 석유 제품 등이 급격한 성장을 이루었으며, 특히 선양의 자동차 산업과 따롄의 제조업과 칭다오의 건강 서비스업에 대한 외국인 투자를 이끌어냈다.
중국 중앙 정부는 환발해만에 있는 모든 도시들에 이러한 우선 순위 산업을 집적하여 빠른 경제 성장을 이끌 수 있도록 육성하였다. 이것에는 커뮤니케이션 네트워크와 고속도로를 포함하고 있으며, 증가 추세에 있는 교육 분야와 과학 자원, 환 발해만에서 발굴되는 천연 자원을 포함하고 있다.

## 주요 도시
- 직할시 : 베이징시. 톈진시
- 랴오닝성: 다롄시, 단둥시, 잉커우시, 판진시, 선양시, 푸신시, 진저우시, 후루다오시, 차오양시
- 허베이성 : 친황다오시, 청더시, 탕산시, 창저우시, 스자좡시, 싱타이시, 랑팡시
- 산둥성 : 빈저우시, 둥잉시, 르자오시, 지난시, 옌타이시, 웨이하이시, 칭다오시

## 교통

### 철도
2008년 8월 1일 베이징과 톈진을 직통하는 베이징-톈진 고속철도가 개통하였다. 이 철도는 시속 300km로 질주하며, 30분만에 연결해 준다.

### 항구
- 톈진 항
- 친황다오 항
- 황화 항
- 탕산 항

## 같이 보기
- 주강 삼각주 경제권
- 창강 삼각주 경제권
- 서부대개발
- 빈하이 신구